# Mud and Sand
Mud and Sand é um curta-metragem mudo norte-americano de 1922, dirigido por Gilbert Pratt e produzido por Broncho Billy Anderson com Stan Laurel. É uma paródia do filme Sangue e Areia, de Rudolfo Valentino.

## Elenco
- Stan Laurel – Rhubarb Vaseline
- Leona Anderson – Filet de Sole
- Wheeler Dryden – Sapo
- Sam Kaufman – Humador
- Mae Laurel – Pavaloosky
- Julie Leonard – Caramel